# Коре Інгебрігтсен
Коре Інгебрігтсен (норв. Kåre Ingebrigtsen, нар. 11 листопада 1965, Тронгейм) — норвезький футболіст, що грав на позиції півзахисника. По завершенні ігрової кар'єри — футбольний тренер.
Як гравець, зокрема, відомий виступами за «Русенборг», у складі якого п'ять разів ставав чемпіоном Норвегії, а також національну збірну Норвегії.

## Клубна кар'єра
У дорослому футболі дебютував 1985 року виступами за команду «Русенборг» з рідного міста Тронгейма. З 1988 року, після повернення з однорічної оренди в нижчоліговому «Фрігг Осло», на наступні п'ять сезонів став основним гравцем лінії півзахисту «Русенборга». 
Впевненою грою за одну з найсильніших норвезьких команд того часу привернув увагу тренерів англійського «Манчестер Сіті», до якого приєднався на початку 1993 року. Втім у складі «містян» норвежець закріпитися не зміг і другу половину 1993 року провів граючи на умовах оренди у тому ж «Русенборзі», а в січні 1994 остаточно повернувся на батьківщину, щоправда до складу іншої команди, «Стремсгодсета». За півроку вже грав за  «Ліллестрем», з якого двічі переходив до «Русенборга», на початку 1996 і на початку 1997 років. В останній свій прихід до «Русенборга» у 1997 провів за команду лише 4 матчі в усіх турнірах, проте здобув титул чемпіона Норвегії, який став для нього п'ятим за часи виступів за тронгеймський клуб.
В наступному ще двічі повертався на футбольне поле — 1999 року провів одну гру за команду клубу «Бйосен» у другому за силою дивізіоні Норвегії, а згодом, у 2001, у складі нижчолігового «Малвіка» вийшов на поле у грі на Кубок Норвегії, в якій востаннє в ігровій кар'єрі відзначився забитим голом.

## Виступи за збірну
1990 року дебютував в офіційних матчах у складі національної збірної Норвегії, вийшовши на поле у товариській грі проти збірної Тунісу, в якій відразу відзначився забитим голом. Протягом наступних 6 років взяв участь у ще 22 матчах збірної, проте голів більше не забивав.

## Кар'єра тренера
Розпочав тренерську кар'єру, повернувшись до футболу після невеликої перерви, 2007 року, очоливши тренерський штаб клубу «Рангейм».
Протягом 2008–2011 років очолював команду клубу «Буде-Глімт», після чого у 2012-2014 роках входив до тренерського штабу «Вікінга».
У липні 2014 року погодився на пропозицію очолити тренерський штаб «Русенборга».
| Дата       | Місто      | Господарі          | Результат | Гості      | Турнір            | Голи | Примітки |
| ---------- | ---------- | ------------------ | --------- | ---------- | ----------------- | ---- | -------- |
| 07-11-1990 | Бізерта    | Туніс              | 1 – 3     | Норвегія   | товариський матч  | 1    |          |
| 17-04-1991 | Відень     | Австрія            | 0 – 0     | Норвегія   | товариський матч  | -    |          |
| 01-05-1991 | Осло       | Норвегія           | 3 – 0     | Кіпр       | Відбір до ЧЄ 1992 | -    |          |
| 23-05-1991 | Осло       | Норвегія           | 1 – 0     | Румунія    | товариський матч  | -    |          |
| 05-06-1991 | Осло       | Норвегія           | 2 – 1     | Італія     | Відбір до ЧЄ 1992 | -    |          |
| 30-10-1991 | Сомбатгей  | Угорщина           | 0 – 0     | Норвегія   | Відбір до ЧЄ 1992 | -    |          |
| 13-11-1991 | Генуя      | Італія             | 1 – 1     | Норвегія   | Відбір до ЧЄ 1992 | -    |          |
| 07-01-1992 | Каїр       | Єгипет             | 0 – 0     | Норвегія   | товариський матч  | -    |          |
| 04-02-1992 | Гамільтон  | Бермудські Острови | 1 – 3     | Норвегія   | товариський матч  | -    |          |
| 29-04-1992 | Орхус      | Данія              | 1 – 0     | Норвегія   | товариський матч  | -    |          |
| 03-06-1992 | Осло       | Норвегія           | 0 – 0     | Шотландія  | товариський матч  | -    |          |
| 26-08-1992 | Осло       | Норвегія           | 2 – 2     | Швеція     | товариський матч  | -    |          |
| 09-09-1992 | Осло       | Норвегія           | 10 – 0    | Сан-Марино | Відбір до ЧС 1994 | -    |          |
| 23-09-1992 | Осло       | Норвегія           | 2 – 1     | Нідерланди | Відбір до ЧС 1994 | -    |          |
| 07-10-1992 | Серравалле | Сан-Марино         | 0 – 2     | Норвегія   | Відбір до ЧС 1994 | -    |          |
| 14-10-1992 | Лондон     | Англія             | 1 – 1     | Норвегія   | Відбір до ЧС 1994 | -    |          |
| 02-12-1992 | Гуанчжоу   | КНР                | 2 – 1     | Норвегія   | товариський матч  | -    |          |
| 30-03-1993 | Доха       | Катар              | 1 – 6     | Норвегія   | товариський матч  | -    |          |
| 28-04-1993 | Осло       | Норвегія           | 3 – 1     | Туреччина  | Відбір до ЧС 1994 | -    |          |
| 22-09-1993 | Осло       | Норвегія           | 1 – 0     | Польща     | Відбір до ЧС 1994 | -    |          |
| 22-05-1994 | Лондон     | Англія             | 0 – 0     | Норвегія   | товариський матч  | -    |          |
| 07-06-1995 | Осло       | Норвегія           | 2 – 0     | Мальта     | Відбір до ЧЄ 1996 | -    |          |
| 22-07-1996 | Лондон     | Норвегія           | 0 – 0     | Франція    | товариський матч  | -    |          |
| Усього     |            | Матчів             | 23        |            | Голів             | 1    |          |

## Титули і досягнення

### Як гравця
- Чемпіон Норвегії (5):

«Русенборг»:  1985, 1988, 1990, 1993, 1997
- Володар Кубка Норвегії (2):

«Русенборг»:  1988, 1990

### Як тренера
- Чемпіон Норвегії (3):

«Русенборг»:  2015, 2016, 2017
- Володар Кубка Норвегії (2):

«Русенборг»:  2015, 2016
- Володар Суперкубка Норвегії (2):

«Русенборг»:  2017, 2018